# We Are Domi
We Are Domi is een Noors-Tsjechische band.

## Biografie
De band werd in 2018 opgericht door de Tsjechische Dominika Hašková en de Noren Casper Hatlestad en Benjamin Rekstad. Het drietal leerde elkaar kennen tijdens hun studie aan het Leeds College of Music. In 2019 bracht We Are Domi een eerste single uit. Eind 2021 nam de band deel aan de Tsjechische preselectie voor het Eurovisiesongfestival. Met het nummer Lights Off behaalden ze de overwinning zodat de band Tsjechië mocht vertegenwoordigen op het Eurovisiesongfestival 2022, dat gehouden werd in in het Italiaanse Turijn. Hier bereikte We Are Domi een 22ste plaats.
2007: Kabát · 
2008: Tereza Kerndlová · 
2009: Gipsy.cz · 
2015: Marta Jandová & Václav Noid Bárta · 
2016: Gabriela Gunčíková · 
2017: Martina Bárta · 
2018: Mikolas Josef · 
2019: Lake Malawi · 
2021: Benny Cristo · 
2022: We Are Domi · 
2023: Vesna · 
2024: Aiko · 
2025: Adonxs